# Tõllaskivi nasu
Tõllaskivi nasu ist eine unbewohnte Insel, 50 Meter von der größten estnischen Insel Saaremaa entfernt. Die Insel liegt in der Landgemeinde Saaremaa im Kreis Saare. Sie liegt in der Bucht Saastna laht im Kahtla-Kübassaare hoiuala.
Tõllaskivi nasu ist 50 Meter lang und 40 Meter breit.